# آفورجا
آفورجا (به لاتین: Afurca) یک منطقه مسکونی در جمهوری آذربایجان است که در شهرستان قوبا واقع شده است.  آفورجا ۸۱۹ نفر جمعیت دارد و بیشتر مردم آن از تات‌های قفقاز هستند.

## نگارخانه

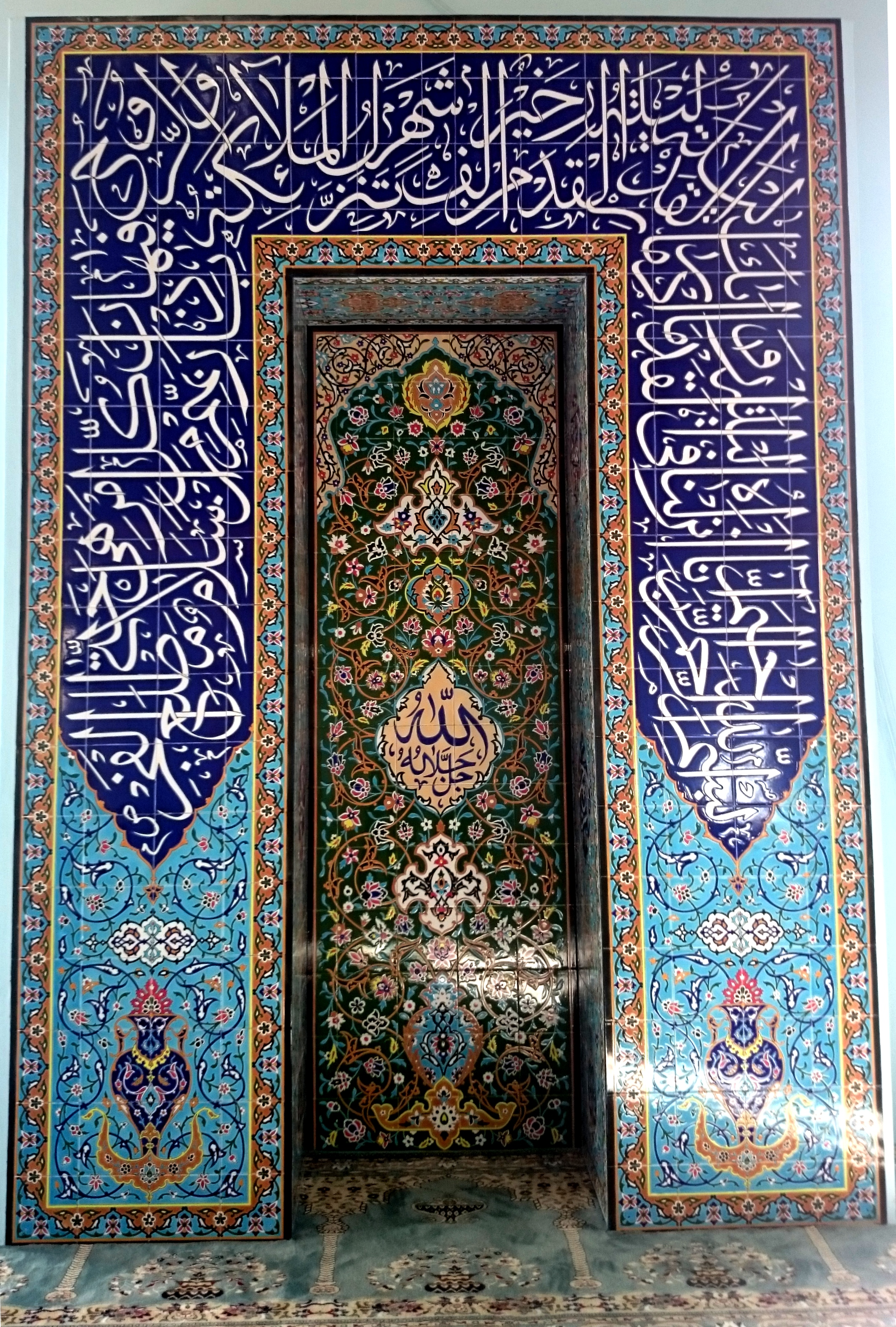
مسجد آفورجا - ۲۰۱۶
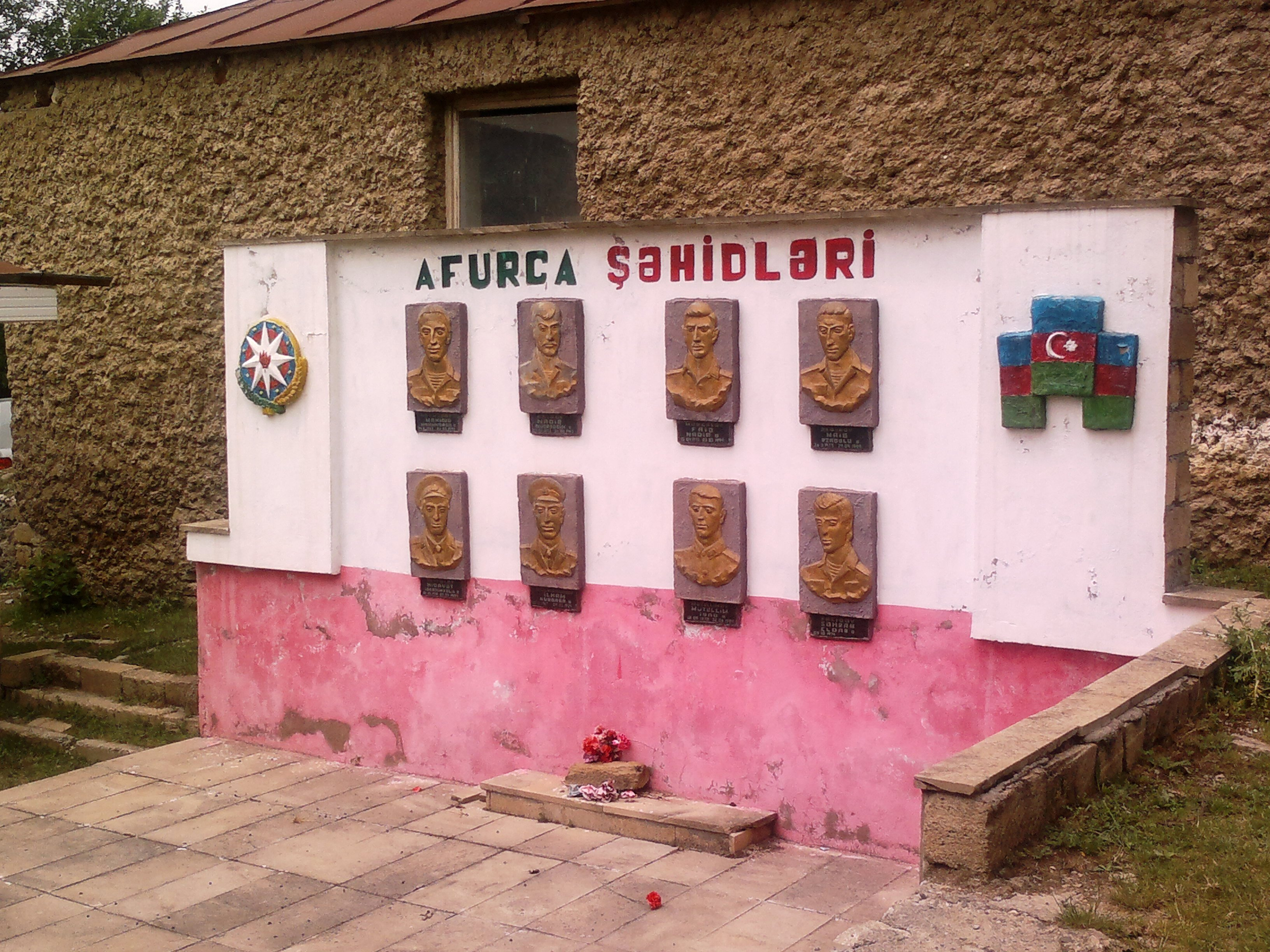
یادواره شهیدان آفورجا